# Liceo Ildefonso Pablo Estévez
El Liceo N° 1 Ildefonso Pablo Esteves es un instituto de educación secundaria uruguayo, ubicado en la calle Doctor Ivo Ferreira N° 363, Tacuarembó, Uruguay, numerado 1 dentro del dominio público. 
Se dictan clases en educación media superior y educación media básica en el turno nocturno. A propósito de esto último se dictan clases en el turno diurno, vespertino y nocturno contando con un total de 2504 alumnos.

## Historia
El Liceo N° 1 Ildefonso P. Estévez fue fundado por la Ley de creación de Liceos Departamentales del 5 de enero de 1912 durante el gobierno del entonces Presidente del Uruguay José Batlle y Ordóñez.  Iniciando sus actividades el 8 de abril de 1912  en un edificio ubicado sobre las calles 18 de Julio y General Artigas, y bajo la dirección de  José Pol Santandreu.

## Alumnos
En el Liceo N° 1 Ildefonso Pablo Estévez han asistido estudiantes destacados tales como: Eber da Rosa Vázquez, Francisco González, Nelson Ferreira Buadas, Eduardo Larbanois, Carlos Benavidez, Tomás de Mattos, Celia Pomoli, Eduardo Darnauchans, Sergio Chiesa, Wilson Ezquerra Martinotti, Martha Montaner, Renzo Pozzi, Richard Mascarañas, Robert Silva, entre otros.